# Городище Уфа I
Уфимское городище I (Чёртово городище), археологический памятник кара‑абызской культуры. Датируется 4—3 вв. до н.э. Находится на г.Лысая на территории санатория “Зелёная роща” в Уфе.

## Исследования городища
Описано в 18 в. П.С.Палласом, исследовано в 1878 Ф.Д.Нефёдовым, в 1910—12 В.В. Гольмстен и Д.Н.Эдингом, в 1973 Ю.А.Морозовым. Вскрыто ок. 190 м2.

В 1910 и 1912 годах археолог и педагог Вера Гольмстен провела раскопки. Обнаруженные ею артефакты демонстрирует в фильме хранитель фондовой коллекции Национального музея РБ Светлана Воробьева. Это костяные наконечники для стрел, каменные, бронзовые и медные стрелы, гривны (украшения), керамика, утварь, пряжки, поясные накладки.
Городище с трёх сторон ограничено крутыми склонами, с западной стороны защищено 2 валами (дл. внеш. вала 97 м, выс. до 5 м) и рвом. Жилищами служили землянки и полуземлянки с кам. очагами (диам. 1—1,5 м). Керамика представлена глиняными круглодонными горшковидными сосудами, орнаментир. поясками ямок. Найдены орудия труда (глиняные пряслица, кам. зернотёрка), предметы вооружения (костяные наконечники стрел, жел. ножи). Пам. рассматривают в комплексе с располож. поблизости Уфимским могильником. Материалы Ч.г. хранятся в Национальном музее РБ, Гос. ист. музее (Москва).